# Douglas Edenholm
Erik Douglas Edenholm, född 6 augusti 1898, död 29 april 1971, var en svensk präst, teolog och författare.
Edenholm var kyrkoherde i Närtuna och Gottröra församlingars pastorat 1933–1965 och blev teologie doktor vid Jenas universitet 1943.
Edenholm var lärjunge till Emanuel Linderholm och bistod denne vid grundandet av Sveriges Religiösa Reformförbund 1929. Han var tidvis förbundets vice ordförande och redaktör för dess tidskrift Religion och kultur. Reformförbundet och även Edenholm betecknas vanligen som liberalteologiskt inriktade. Politiskt stödde han det nationalsocialistiska Tyskland.